# Jay Earley
Pour les articles homonymes, voir Earley (homonymie).
Jay Earley est un informaticien et psychologue américain né en 1944, 

## Biographie
Il est l'auteur de l'algorithme dit algorithme d'Earley, qui permet d'effectuer l'analyse syntaxique à l'aide de grammaires non contextuelles quelconques (y compris les grammaires non contextuelles ambiguës). Après un début de carrière dans l'informatique, période au cours de laquelle il publie cet algorithme en 1970, Jay Earley devient psychologue (dans un cadre appelé psychologie transformationnelle).